# Зрительная труба
Зри́тельная труба, или подзо́рная труба, — оптический прибор для визуального наблюдения удалённых объектов; обычно состоит из объектива, окуляра и оборачивающей системы. 
В других источниках указано что Зрительная труба, подзорная, коею подзирают издали, снаряд, для рассмотрения дальних предметов; астрономическая, телескоп. Зрительная труба — одна из распространённых оптических систем (телескоп, бинокль и другие). Зрительные трубы (телескопы) значительных размеров называют рефракторами, отражательные — рефлекторами, а те и другие — телескопами. Как правило, зрительная труба по своей оптической схеме представляет собой уменьшенный в размерах телескоп-рефрактор.

## История
В «классическом» виде, подзорная или зрительная труба, известна со времён гребного и парусного флота, и состоит из объектива (положительной, собирающей линзы), создающего действительное изображение объектов, и окуляра (отрицательной, рассеивающей линзы) для рассматривания увеличенного изображения.
Данная схема известна как «труба Галилея». Если в окуляре будет применена положительная (собирающая) линза (схема Кеплера), тогда наблюдатель будет видеть перевёрнутое («вверх ногами») изображение, что не очень удобно.
Угловое увеличение зрительной трубы рассчитывается по формуле: {\displaystyle \Gamma ={\frac {F}{f}}},
где {\displaystyle F} — фокусное расстояние объектива, а {\displaystyle f} — фокусное расстояние окуляра.
Кратность увеличения у зрительных труб, в абсолютном большинстве случаев, превышает кратность полевых биноклей и находится в диапазоне 20× и выше.
Например, фокусное расстояние объектива и 1000 мм, а фокусное расстояние окуляра - 50 мм, тогда угловое оптическое увеличение будет 20-кратным.
С такими характеристиками «классическая» зрительная труба будет иметь длину не менее одного метра.
Чтобы уменьшить длину подзорной трубы при хранении и транспортировке, её стали делать из нескольких полых металлических трубок («колен»), втягиваемых одна в другую. Подобная конструкция оказалась полезна и в других механизмах, таким образом, благодаря телескопу и подзорной трубе появились такие технические термины, как «телескопическая антенна» для переносных радиоприёмников, «телескопический амортизатор» для автомобилей, «телескопическое удилище» для ужения рыбы и другие.
Так как однолинзовые объектив и окуляр страдают оптическими аберрациями, в первую очередь хроматической, в их конструкции применяются ахроматические и апохроматические компоненты.
В современном виде зрительная труба включает оборачивающую систему (для построения прямого, неперевёрнутого изображения) и (необязательно) систему призм (призма Порро, призма Аббе, призма Аббе-Порро) для сокращения её длины либо изменения линии наблюдения (см. бинокль, монокуляр, перископ, стереотруба, телескоп).
Можно выделить:
- Зрительные трубы с неизменным увеличением.
- Зрительные трубы с изменяемым увеличением — в этом случае труба снабжена одним несменным панкратическим окуляром с плавно изменяемой кратностью увеличения, либо (в более дорогих моделях) — позволяет установку сменных окуляров (см. объектив с переменным фокусным расстоянием).

- Окулярные насадки. На ЛЗОС выпускалась окулярная насадка «Турист-ФЛ», к ней фотограф мог присоединить объектив с резьбовым креплением М42×1 (от фотоаппаратов «Зенит»), фотографический объектив превращался в зрительную трубу или телескоп. Фокусное расстояние окуляра насадки — 8,9 мм, общее увеличение зависело от фокусного расстояния {\displaystyle F} фотографического объектива и определялось по формуле : {\displaystyle \Gamma ={\frac {F}{8,9}}}. Например, с объективом «Юпитер-37А» (фокусное расстояние 135 мм) увеличение составляет {\displaystyle {\frac {135}{8,9}}={15,16}}.[8]

До конца XX века зрительные трубы входили в состав многих контрольно-измерительных приборов
.

## Коллимационная ошибка
Из-за неточностей сборки существует угол между оптической и геометрической осями зрительной трубы, который называется коллимационной ошибкой. Полностью уничтожить её довольно трудно, обычно добиваются, чтобы она была мала.